# Вериго, Эдуард Маркович
Эдуа́рд (Эммануи́л) Ма́ркович Вери́го (род. 15 июня 1936, Новоград-Волынский) — советский и российский драматург, сценарист, поэт-песенник, композитор.

## Биография
Родился в Новоград-Волынском, Житомирской области (ныне — Украина), в семье врача и учительницы русского и украинского языков, имевших троих детей. Будучи школьником, занимался музыкой (игра на скрипке). После подростковой травмы обеих рук сумел освоить игру на гитаре, сочинял песни на стихи Леси Украинки и Беранже.
Успел поработать слесарем в Ленинграде, трактористом на целине, художником-оформителем, инженером. В 1960 году окончил Рязанский радиотехнический институт по специальности «Радиотехническая электроника». Активно работал в жанре песенных текстов, писал стихотворные сценарии для радио, публиковался в местной прессе. Стал автором музыкы для спектакля «Любовь к трём апельсинам» в Рязанском ТЮЗе. В 1963 году принят в Союз журналистов СССР.
В период 1963—1966 годов — аспирант Московского авиационного института, сдал  кандидатский минимум. Параллельно работал на радиостанции «Юность» в качестве журналиста. В 1966 году пьеса «След в след» была поставлена в Тульском театре юного зрителя.
В 1973 году, работая заведующим музыкальной частью в Театре драмы имени А. В. Кольцова в Воронеже, был  приглашён в Свердловский театр драмы в качестве завлита. В Свердловске помимо работы в театре руководил СТЭМом и литературной студией Свердловского юридического института. 
Работал редактором литературно-драматических передач на Читинском телевидении, главным редактором дирекции межрегиональной программы «Сибирский тракт». С начала 2000-х годов является художественным директором екатеринбургского театра для людей с ограниченными физическими возможностями «ТВИН» (ТВорчество ИНвалидов).
Автор пьес, либретто, инсценировок, теле- радио- спектаклей, сценариев общегородских праздников, песен и музыки к театральным постановкам в разных городах. Публиковался в журналах «Коммунист», «Крестьянка», «Культура Урала», «Молодая гвардия», «Молодёжная эстрада», «Музыкальная жизнь», «Смена», «Советский воин», «Театр», «Театральная жизнь», в сборниках издательств: «Советский композитор», «Музыка», «Советская Россия», «Воениздат», «Искусство», газетах «Вечерний Свердловск», «Книжное обозрение», «Литературная Россия», «Областная газета», «Советская культура». Автор поэтических сборников, детских книжек. Написанные им песни записывались на фирме «Мелодия».
Член Союза театральных деятелей России.

## Пьесы
- «В любви и ненависти»
- «Вешние воды» в стихах, в соавторстве с В. Курочкиным по мотивам одноимённой повести И. Тургенева
- «Волшебный меч кузнеца Еремея» в стихах
- «Вся в воле твоей»
- «Группа захвата» в соавторстве с А. Осокиным
- «Дамский полк» комическая опера по мотивам Мольера
- «Дорога к маю»
- «Екатерина Вторая, гренадёр и шаман сибирский»
- «Заговор» в стихах, в соавторстве с В. Курочкиным
- «И пришёл солдат» в соавторстве с В. Вольновым
- «История в Эпидамне» в стихах, по сюжету Плавта
- «Лунная дева и конкистадор»
- «Малахитовая шкатулка» по мотивам сказов П. Бажова
- «От крыла до окрылённости» в стихах
- «Перехожу к действиям»
- «След в след» в стихах
- «Царица и велосипед»

## Поэзия
Песни
- «Белая лебёдушка», муз. Р. Манукова, исп. Ж. Бичевская и ВИА «Добры молодцы»;
- «Бесприданница», муз. Р. Манукова, исп. Г. Ненашева;
- «Бойцы», муз. В. Махлянкина;
- «Всё тот же сон», муз. Э. Вериго, исп. Е. Камбурова, Е. Фролова;
- «Жёны русских солдат», муз. Д. Тухманова, исп. И. Кобзон (первое исполнение);
- «Знайте, что я в атаке», муз. Алексей Чёрный;
- «Кважды-ква», муз. Э .Вериго, исп. ансамбль «Мзиури» (1975); а также муз. В. Махлянкиным, исп. В. Абдулов;
- «Костёр», муз. Э .Вериго, исп. М. Менабде
- «Мамин день» («И надо ж было папе…»), муз. В. Махлянкина. исп. Р. Неменова, Т. Миансарова;
- «Музыка», муз. С. Сиротина;
- «Нет таких поездов», муз. Е. Щакалева[21];
- «Падает снег», муз. Э. Вериго, исп. В. Дворянинова;
- «Песня о Заречном», муз. С. Сиротина[22];
- «Поклонитесь хлебу русскому», муз. Б. Иванова, исп. Р. Неменова, на этот же текст муз. М. Апарнев, исп. ансамбль «Сибирские зори»;
- «Пять тысяч бескозырок», муз. С. Сиротина;
- «Раз уж так получилось», муз. А. Йосифова, исп. ВИА «Весёлые ребята», солист Р. Мушкамбарян;
- «Сан Саныч», муз. Д. Тухманова, исп. Н. Бродская;
- «Там, только там», муз. Д. Тухманова, исп. сёстры Зайцевы,
- «Ты не старая, мама!», муз. С. Томина[23], а также Э. Колмановского, исп. И. Кобзон, ВИА «Орфей», Н. Бродская, М. Кодряну;
- «Я жду чуда», муз. С. Сиротина, исп. Ю. Новосёлова, ещё А. Балакина, М. Петунина

А также
- вокальный цикл «Багатели», композитор Л. Эттингер, исп. Московская капелла мальчиков (первые исполнение; 1969);
- либретто драматической оратории «Семь белых журавлей», музыка К. Кацман для меццо-сопрано, тенора, баритона, чтеца, смешанного хора и симфонического оркестра (первое исполнение в Свердловской филармонии; 1982);
- лирический цикл «Цветы для нелюбимых»;
- цикл «Последний костёр» (цыганские стилизации).

Проза
- «Нейтральности не признаю!» (документальная повесть)[10]

## Фильмография
- 1969 — Небо начинается с земли (документальный фильм, Читинское телевидение, режиссёр В. Иванов)
- 1977 — Вам слово, Андрей Скворцов (телеспектакль Свердловского телевидения, режиссёр В. Николаев)
- 1985 — Не имеющий чина (совместно с Б.Шапиро-Тулиным)
- 1987 — Уполномочен революцией (совместно с Б. Шапиро-Тулиным и З. Ройзманом)

## Театральные постановки
Тульский областной театр юного зрителя
- «След в след» (1966), режиссёр Роман Соколов[24]

Театре драмы имени А. В. Кольцова (Воронеж)
- «Волшебный меч кузнеца Еремея» (1972)

Свердловский театр драмы
- «Перехожу к действиям» (1973), режиссёр Вениамин Битюцкий
- «Малахитовая шкатулка» (1978), режиссёр Александр Соколов

Львовский русский театр Советской армии
- «Перехожу к действиям» (1979), режиссёр Анатолий Ротенштейн; в 1984 году спектакль записан на радио[25]

Псковский драматический театр имени А. С. Пушкина
- «История в Эпидамне» (1980)

Свердловский театр музыкальной комедии
- «Царица и велосипед» (1984), режиссёр Владимир Курочкин
- «Дорога к маю» (1995), режиссёр Кирилл Стрежнев

Краснодарский театр драмы имени Максима Горького
- «В любви и ненависти» (1986)

Российский театр драмы имени Ф. Волкова (Ярославль)
- «Группа захвата» (1986)

Государственный музыкальный театр Удмуртской АССР
- «Заговор» (1987)

Театр «Екатеринбургское кабаре»
- «Древнегреческий анекдот» по пьесе «История в Эпидамне» (1990)

Лысьвенский драматический театр имени А. Савина
- «Екатерина Вторая, гренадёр и шаман сибирский» (1992)

Нижнетагильский драматический театр имени Д. Мамина-Сибиряка
- «Царица и велосипед» (1992), режиссёр Валерий Пашнин

Омский музыкальный театр
- «Вешние воды» (1996)

Екатеринбургский музыкально-драматический театр инвалидов «ТВИН» совместно с театром музыкально-хореографических миниатюр «Маленький балет»
- «От крыла до окрылённости» (2003)

Тобольский драматический театр имени П. П. Ершова
- «Екатерина Вторая, гренадёр и шаман сибирский» (2005)

Ирбитский драматический театр имени А. Н. Островского
- «Екатерина Вторая, гренадёр и шаман сибирский» (2011)

Кировский драматический театр
- «Лунная дева и конкистадор» (2019), режиссёр Евгений Ланцов

Дзержинский театр драмы
- «Волшебный меч кузнеца Еремея»

Каменск-Уральский театр драмы
- «Волшебный меч кузнеца Еремея»

Тобольский драматический театр имени П. П. Ершова
- «Волшебный меч кузнеца Еремея»

## Награды
- благодарность ЦК КП Казахстана, Президиума Верховного Совета Казахской ССР, Совета министров Казахской ССР , ЦК ВЛКСМ Казахстана (1958)
- значок ЦК ВЛКСМ «За освоение новых земель» (1958 );
- почётная грамота ЦК ВЛКСМ за победу с песней «Бойцы» (муз. В. Махлянкина) на радио-конкурсе, посвящённом 25-летию Победы над фашистской Германией (1970);
- лауреат премии Свердловского обкома ВЛКСМ (1978);
- диплом Лауреата Всероссийского театрального фестиваля «Образ современного рабочего в драматургии и театре» (1982) — за создание текста песен и музыки к спектаклю Нижнетагильского драматического театра имени Д. Н. Мамина-Сибиряка «Петрович»;
- диплом Всероссийского театрального фестиваля «Героическое освоение Сибири и Дальнего Востока» (1983) — за создание музыки к спектаклю «Амур батюшка» в Комсомольском-на-Амуре драматическом театре;
- специальный диплом 4-го Московского международного фестиваля детско-юношеских хоров (1996);
- благодарность полномочного представителя Президента Российской Федерации в Уральском федеральном округе, адресованная Екатеринбургскому музыкально-драматическому татру инвалидов «ТВИН» (2003; художественный директор театра);
- почётная грамота Приморского краевого комитета ВЛКСМ;
- специальный диплом 4-го Московского международного фестиваля детско-юношеских хоров за песню «Музыка» (муз. С. Сиротина);
- знак отличия Свердловской области «За заслуги перед Свердловской областью» III степени (28 октября 2019) — за особые заслуги в сфере культуры и искусства Свердловской области[20].

## Критика
«Перехожу к действиям»
Рецензент «Уральского рабочего» о главном герое и недостатках драматургии в первой постановке в Свердловске:

…Николай Кузнецов обязан скрывать истинное лицо. Он воюет в стане врагов и вынужден рядиться под них, чтобы не быть расшифрованным. Э. Вериго тоже интересует не столько событийная сторона подвига, о которой зритель достаточно наслышан, сколько психология разведчика. Но пьеса, страдающая информационностью, поверхностностью, приблизительностью разработки главных конфликтов и характеров, сюжетной рыхлостью, пока не даёт достаточного материала воссоздания на сцене глубокого и достоверного в деталях внутреннего поединка двух миров, двух идеологий.
— Георгий Краснов, «Уральский рабочий» 22 декабря 1973

## Комментарии
1. ↑  Премьера впервые поставленной в СССР пьесы «Перехожу к действиям» состоялась в Свердловской драме16 декабря 1973 года[26].